# Nicolás Bravo, Tila
Nicolás Bravo är en ort i Mexiko.   Den ligger i kommunen Tila och delstaten Chiapas, i den sydöstra delen av landet, 700 km öster om huvudstaden Mexico City. Nicolás Bravo ligger 952 meter över havet och antalet invånare är 314.
Terrängen runt Nicolás Bravo är kuperad åt sydost, men åt nordväst är den bergig. Runt Nicolás Bravo är det ganska tätbefolkat, med 65 invånare per kvadratkilometer. Närmaste större samhälle är Tila, 1,4 km nordväst om Nicolás Bravo. I omgivningarna runt Nicolás Bravo växer i huvudsak städsegrön lövskog.